# Cephalocyclus stebnickae
Cephalocyclus stebnickae är en skalbaggsart som beskrevs av Deloya och Ibanez-bernal 2000. Cephalocyclus stebnickae ingår i släktet Cephalocyclus och familjen Aphodiidae. Inga underarter finns listade.